# Agro ericino
L'Agro ericino è il vasto territorio, comprendente per intero gli odierni comuni di Erice, Valderice, Custonaci, Buseto Palizzolo, San Vito Lo Capo, e parte di quelli di Castellammare del Golfo e Paceco, che dal XIII secolo formò il contado dell'universitas di Monte San Giuliano, per tornare Erice nel 1934.

## Geografia
Il suo territorio parte dalla spiaggia di San Giuliano del litorale di Trapani, fino a Guidaloca, nella parte occidentale del golfo di Castellammare.

### Monti
Il Monte Erice è la cima più occidentale dei Monti di Trapani, seguono, tra le cime più importanti, Monte Cofano, Monte Sparagio, Monte Inici e Monte Monaco.

### Idrografia
I torrenti Forgia e Lenzi rappresentano i due corsi d'acqua più importanti di tutto il sistema idrografico dell'agro ericino.
Il lato occidentale del territorio non consente alcun provvedimento di imbrigliamento delle acque piovane, infatti esse precipitano immediatamente in mare attraverso i numerosi canaloni naturali scavati nella roccia. Nel golfo di Cofano si incontra il primo corso d'acqua stagionale utilizzabile, rappresentato da un ampio vallone chiamato Biro, che raccoglie le acque delle colline di Purgatorio, Pagliaia, Piano Alastre e Castelluzzo. Superato monte Cofano, s'incontra il torrente Forgia, decorso stagionale anch'esso.

### Riserve naturali
- Riserva naturale orientata dello Zingaro
- Riserva naturale orientata Monte Cofano

### Golfi
- Golfo di Bonagia
- Golfo di Macari
- Golfo di Castellammare

## Flora
Il comprensorio ericino offre una flora di tipo mediterraneo, con piante spontanee e coltivate nel bacino occidentale siciliano. La flora ericina, date la natura geologica del suolo e la diversità di caratteri del paesaggio - comprendente terre montane, vallive e litoranee, con condizioni climatiche difformi da zona a zona - è complessa. A periodi di intensa attività vegetativa fanno seguito mesi di estrema calura e siccità. In primavera rinverdisce l'Acanthus mollis, un'erba che predilige i luoghi ombrosi; vi sono poi l'Oxalis acetosella e l'Oxalis corniculata, la Calendula arvensis e il Taraxacum officinale. Ancora: si rinvengono il Dipsacus fullonum, l'Hypericum hircinum, della famiglia delle Ipericacee, e il Conium maculatum. Vi sono poi la Mandragora officianarum, della famiglia delle Solanaceae, che si rinviene nei boschi; il Sambucus nigra, della famiglia delle Caprifoliaceae; l'Opuntia ficus-indica, della famiglia delle Cactaceae; il Morus alba e il Morus rubra e il consimile Morus nigra della famiglia delle Moraceae. Infine sono da menzionare la pianta arbustiva del Rosmarinus officinalis, della famiglia delle Lamiaceae, il Capparis spinosa, il Thymus vulgaris (piccolo frutice aromatico della famiglia delle Lamiaceae), la Salvia officinalis, il diffuso Origanum vulgare, l'Asparagus tenuifolius e l'Asparagus acutifolius (della famiglia delle Liliaceae), la Mentha piperita e Mentha viridis, la Palma chamaerops (chiamata da Avicenna Yumar, da cui il siciliano Giummara), lo Spartium junceum, l'Erica multiflora, e quindi il Cichorium intybus, una pianta con foglie commestibili.
Nelle zone mediomontane si rinvengono la Borago officinalis, un'erba annua delle Boraginaceae, il Bupleurum dianthifolium (un arbusto sempreverde alto fino a 2 metri); è poi presente l'Eruca sativa, una pianta aromatica; inoltre si possono trovare magnifici esemplari di Scabiosa limonifolia Vahl; un'altra pianta aromatica, ma di alto fusto, che si distribuisce ai margini interni e superiori delle colline litoranee è il Laurus nobilis.
Altri tipi di piante si distribuiscono diffusamente, nei terreni seminativi, lungo le strade, nei territori impervi, ma generalmente nelle zone vallive: l'Herniaria glabra, appartenente alla famiglia delle Caryophyllaceae; l'Anthemis tinctoria, un'erbacea molto diffusa; l'Atriplex halimus; l'Agropyron repens, meno diffusa, e l'infestante Cynodon dactylon; il Papaver hybridum, un'erbacea annuale; l'Agrimonia eupatoria, una specie di papavero selvatico delle Rosaceae; la Cynara cardunculus; il Rhus coriaria, della famiglia delle Anacardiaceae; l'Euphorbia dendroides, un'erbacea annuale, comune e presente in tutto il territorio; il Cyperus esculentus; la Momordica elaterium, della famiglia delle Cucurbitaceae che emette fiori dalle corolle a forma di campanule; l'Adiantum capillus-veneris, una felce della famiglia delle Pteridaceae; l'Hyoscyamus niger; l'Agave americana, una pianta con foglie carnose, coriacee ed ensiformi, sorgenti dal centro arrotolate su loro stesse e che si distendono crescendo, le foglie sono fornite di spine bordali con punta acuminata e dura, l'infiorescenza consiste in una grande spiga eretta che porta piccoli fiori rosso-verdastri; l'Helianthus annuus; e infine il Petroselinum hortense, un'erba delle Apiaceae. Questa è un'indicativa elencazione del tipo di mantello vegetale che copre l'agro ericino.
A questo quadro della flora ericina vanno aggiunte le piante d'alto fusto che danno luogo al patrimonio forestale: gli alberi più diffusi sono il Pinus halepensis, il Pinus pinea e il Pinus pinaster. Queste piante legnose della famiglia delle Pinaceae hanno il fusto resinoso, con rami principali disposti generalmente in palchi regolari, foglie aghiformi riunite in fascetti, fiori declini monoici; sono presenti anche alberi di Cupressus sempervirens; nella parte più elevata del monte Erice si rinvengono anche alberi di Quercus ilex, pianta sempreverde della famiglia delle Fagaceae. Nel Bosco di Scorace l'Eucalyptus globulus, della famiglia delle Mirtacee convive con pini e cipressi. sono presenti anche alberi di acacia e di oleastro. Nelle terre alte del monte Sparagio e del monte Inici si riscontrano formazioni boschive di latifoglie decidue, con la presenza dominante della Quercus pubescens.

## Fauna
Sull'intero territorio dell'antica universitas ericina è ancora oggi stanziale la Vulpes vulpes; sono poi diffusi l'Oryctolagus cuniculus e la Lepus europaeus, quest'ultima presso il monte Sparagio, l'Inici, le montagne di San Vito Lo Capo, attorno a Castelluzzo, e lungo le pendici orientali del monte Erice; altro animale presente, ma in pochi esemplari, è la Mustela nivalis; sulle colline con fitto sottobosco si ritrovano ancora molti esemplari di Hystrix cristata e di Erinaceus europaeus; vi è poi la Vipera aspis, anche se poco diffusa; tra gli altri rettili vi sono il Coluber constrictor e il Coluber lateralis, serpenti non velenosi con il corpo slanciato e la testa relativamente grossa, piccoli denti ricurvi e grandi occhi, entrambi presentano il ventre più chiaro mentre il dorso è rispettivamente nero o striato, vivono al suolo ma riescono anche ad arrampicarsi sugli alberi; vi sono poi la Lacerta podagris muralis, un piccolo rettile della famiglia dei Lacertidi, e la Tarentola mauritanica; l'Apedomus sylvaticus, della famiglia dei Muridi, vive nei boschi, nei campi, tra le siepi e nei giardini, dove è solito costruirsi complicati sistemi di gallerie sotterranee; qualche esemplare di Testudo graeca vive nei terreni secchi e cespugliosi di monte Sparagio; sono anche presenti parecchie specie di ragni Agelenidae: quelli più diffusi sono del genere Tegenaria, grossi ragni di colore scuro innocui; vi sono poi la Blatta orientalis, la Blattella germanica e la Periplaneta americana; coleotteri abbastanza diffusi sono lo Scarabaeus sacer, il Geotrupes mutator e la Phyllopertha horticola; altro insetto molto diffuso è l'Acheta domesticus, nelle specie del Gryllus campestris e Nemobius sylvestris; sono poi presenti la Locusta migratoria, l'Omocestus viridens e la Cicadetta mediterranea; e ancora: l'Apis mellifera, la Vespula vulgaris e la Vespula germanica; presso gli acquitrini o i corsi d'acqua s'incontrano la Libellula e l'Orthetrum, due insetti della famiglia delle Libellulidae; le farfalle più comuni sono la Libytea celsis, il Papilio machaon, l'Erebia medusa, la Vanessa atalanta, la Vanessa cardui, la Vanessa urticae e la Deilephila elpenor.
Altre specie di insetti vivono generalmente lungo il litorale e appartengono alla famiglia dei Melasomi.
Tra gli anfibi, sono da segnalare la Rana esculenta e la Rana ridibunda; esistono inoltre pochi individui di Bufo viridis.
Tra i molluschi sono da menzionare la Cepaea hortensis, l'Euhdra guesita, l'Eobania vermiculata.
Tra gli uccelli è meritevole di nota la Streptopelia turtur, uno dei membri più piccoli della famiglia dei Colombidi: questo uccello sverna nell'Africa tropicale per migrare poi verso i paesi scandinavi, dove si riproduce, e durante la migrazione è solito fermarsi nei boschi dell'agro ericino; vi è poi la Columba palumbus, meno comune della Columba livia, che vive principalmente nelle zone boscose, ma non è difficile trovarlo anche nei terreni coltivati: non tutta la popolazione di questo uccello intraprende il volo migratorio; tra gli uccelli migratori è anche l'Alanda arvensis, che in autunno migra verso meridione in stormi; altro migratore, molto comune, è lo Sturnus vulgaris, il quale ha tendenze gregarie, è benefico per l'agricoltura, in quanto ripulisce da larve e insetti i prati ed i campi arati, e migra in autunno verso territori più caldi; anche la Coturnix coturnix è un uccello migratore, simile, per abitudini, all'Alectoris barbara, la quale ultima è ormai introvabile; e migratori sono anche l'Ardea cinerea e l'Ardea purpurea, caratterizzati da collo e zampe lunghi, come pure da un becco pronunciato e sottile; di tanto in tanto si nota anche qualche esemplare di Egretta alba e di Grus grus; due Passeriformes migratori sono il Delichon urbica e la Hirundo rustica. Nel contado ericino vivono anche alcune specie di rapaci notturni: l'Otus scops, migratore (sverna nell'Africa del nord e torna in Sicilia per nidificare), differentemente dagli altri Strigiformes presenti nell'agro ericino, quali l'Asio otus, il Tyto alba e l'Athene noctua. Tra i rapaci diurni si notano alcuni rari esemplari di Falco subbuteo, che rimane nel territorio ericino solo durante il periodo estivo, per poi migrare in Africa in inverno, e di Falco tinnunculus: entrambi questi uccelli abitano nelle aree boschive e nelle campagne ricche di rovi. Altro Falconidae diurno è il Buteo buteo: il suo habitat sono le montagne e le coste rocciose; Nel territorio ericino esso è visibile solo durante la stagione invernale, quando viene a svernare. Vi è poi il Cuculus canorus, da ritenersi fondamentalmente migratorio, anche se alcuni gruppi non migrano. Tra gli Scolopacidae migratori è presente la Capella gallinago: vive in aperta campagna, normalmente in zone umide; di giorno resta nascosto tra la vegetazione, mentre diventa attivo la sera e la mattina presto. ed è presente anche la più grossa Scolopax rusticola. Un altro uccello visibile mentre si sposta tra campi e aree boschive è l'Upupa epops. Un insettivoro migratore che si nutre anche di granaglie è la Luscinia megaryncha, un passeriforme che giunge nell'agro ericino all'inizio della primavera e sverna in Nordafrica e in Asia occidentale. I Corvidae sono presenti con il Corvus corone, il Corvus frugileus, il Corvus corax e la Pica pica. Tra i Passeriformes stanziali presenti nel territorio vi sono il Dendrocopos minor, che vive nelle zone boscose; l'Erithacus rubecola, che si nutre principalmente di piccoli invertebrati, frutta e bacche; la Sylvia borin; il Passer domesticus; il Turdus merula; il Carduelis carduelis, il Carduelis spinus e il Carduelis flavirostris; vi è poi il Serinus dermus, simile al Carduelis spinus. Della famiglia dei Phasianidae è presente l'Alectoris graeca whitakeri. Delle specie di uccelli marini, sono presenti nel territorio ericino, tra luglio ed aprile, il Larus ridibundus, il Larus fuscus, il Larus canus e il Larus minutus. Infine non è difficile trovare anche l'Alcedo atthis.

## Agricoltura
L’argo ericino è un’importante area di produzione vitivinicola. L’Erice è un vino DOC istituito con decreto del 20/10/04 pubblicato sulla gazzetta ufficiale del 04/11/04 n. 253 e modificato con decreto del 20/05/11 pubblicato sulla gazzetta ufficiale del 15/06/11 n. 137. Abbraccia i vini prodotti nell'area collinare compresa nell'agro ericino, i cui vigneti sono situati tra i 200 e i 650 metri d'altitudine, in parte ricadenti nei comuni di Buseto Palizzolo, Erice, Valderice, Custonaci, Castellammare del Golfo, Trapani. Tutti nel Libero consorzio comunale di Trapani.

## Storia
Il territorio della montagna ericina fu riabitato nel XII secolo, col nome di Monte San Giuliano, così ribattezzata dai Normanni.
Fu poi l'imperatore Federico II, con un privilegio del 1241, a concedere agli ericini il possesso di un vasto territorio che andava in direzione di Castellammare del Golfo, che comprendeva al suo interno numerose località, chiamate casali: casale Curtii, casale Scupelli, casale Fraginisi, casale Rachalgimir, casale Sanctæ Yrini, casale Rachalhab, casale Handiluhiara, casale Bumbuluni, casale Murfi, casale Busit, casale Arcudacii, casale Ynnichi, casale Hurri, casale Rachalculei, con tutti i loro tenimenti e le loro pertinenze. Questo territorio, sul quale l'universitas esercitava la sua giurisdizione, era diviso in feudi e contrade.
La sua estensione fu di circa 40000 ettari, dal territorio di Baida e quella di Inici, proprietà della nobile famiglia Sanclemente, a diversi feudi, come Ralibesi, il cui nome - come quello di molte altre contrade della regione - è di origine islamica, il feudo Xambola, il feudo Lacci, il feudo Punta, così chiamato per una punta di terra che si estende verso il mare chiamata Capo San Vito, il feudo di Castelluzzo, che prese il nome da un castello che si trovava in questa località, il feudo Sanguigno. 
Il 24 gennaio 1846 parte di questo territorio (Inici, Balata di Baida e Scopello) veniva sottratto alla Città demaniale di Monte San Giuliano e attribuito al comune di Castellammare del Golfo.
Nel 1934 San Giuliano riprese l'antico nome di Erice.
Nel secondo dopoguerra il suo territorio venne suddiviso in diversi comuni, il primo fu nel 1948 Custonaci, l'ultimo Valderice nel 1955.
Oggi l’agro ericino è suddiviso amministrativamente nei comuni di Erice, Valderice, Custonaci, Buseto Palizzolo, San Vito Lo Capo.

## Monumenti
Nel vastissimo territorio demaniale della città di Monte San Giuliano, oltre ai numerosi casali, erano presenti castelli, santuari, diverse tonnare risalenti al secolo XV e altre successive, e numerose torri costiere costruite tra i secoli XV e XVI

### Castelli
- Castello di Venere
- Castello Arabo Normanno
- Castello di Inici, in località Inici
- Castello di Baida, in località Balata di Baida, che passò nei secoli in mano a varie famiglie feudali.

### Torri costiere
- Torre Saracena (tonnara di Bonagia)
- Torre di Cofano o di San Giovanni
- Torre della tonnara di Cofano
- Torre Roccazzo
- Torre di San Vito
- Torre Xeri
- Torre Iazzolino
- Torre dell’Uzzo

### Tonnare
- Tonnara di San Giuliano
- Tonnara di Bonagia
- Tonnara di Cofano
- Tonnara del Secco
- Tonnara dell’Uzzo
- Tonnara di Scopello

### Santuari
- Santuario della Madonna di Custonaci a Custonaci
- Santuario di San Vito a San Vito Lo Capo
- Santuario della Madonna della Mendola, nel feudo di Inici